# Pipestone County
Das Pipestone County ist ein County im US-amerikanischen Bundesstaat Minnesota. Im Jahr 2020 hatte das County 9424 Einwohner und eine Bevölkerungsdichte von 7,8 Einwohnern pro Quadratkilometer. Der Verwaltungssitz (County Seat) ist Pipestone.

## Geografie
Das County liegt im Südwesten Minnesotas auf der Coteau des Prairies genannten Hochebene, die bis nach Iowa im Süden und South Dakota im Westen reicht. Es grenzt im Westen an South Dakota und hat eine Fläche von 1207 Quadratkilometern, wovon ein Quadratkilometer Wasserfläche ist. An das Pipestone County grenzen folgende Nachbarcountys:
| Brookings County (South Dakota) | Lincoln County | Lyon County   |
| Moody County (South Dakota)     |                | Murray County |
| Minnehaha County (South Dakota) | Rock County    | Nobles County |

## Geschichte
Das Pipestone County wurde am 23. Mai 1857 aus Teilen des Brown County gebildet. Benannt wurde es nach den Steinbrüchen des Minerals Catlinit, aus dem Prärie-Indianer die Köpfe ihrer Friedenspfeifen schnitzen. Die Gruben sind als Pipestone National Monument ausgewiesen.

## Demografische Daten

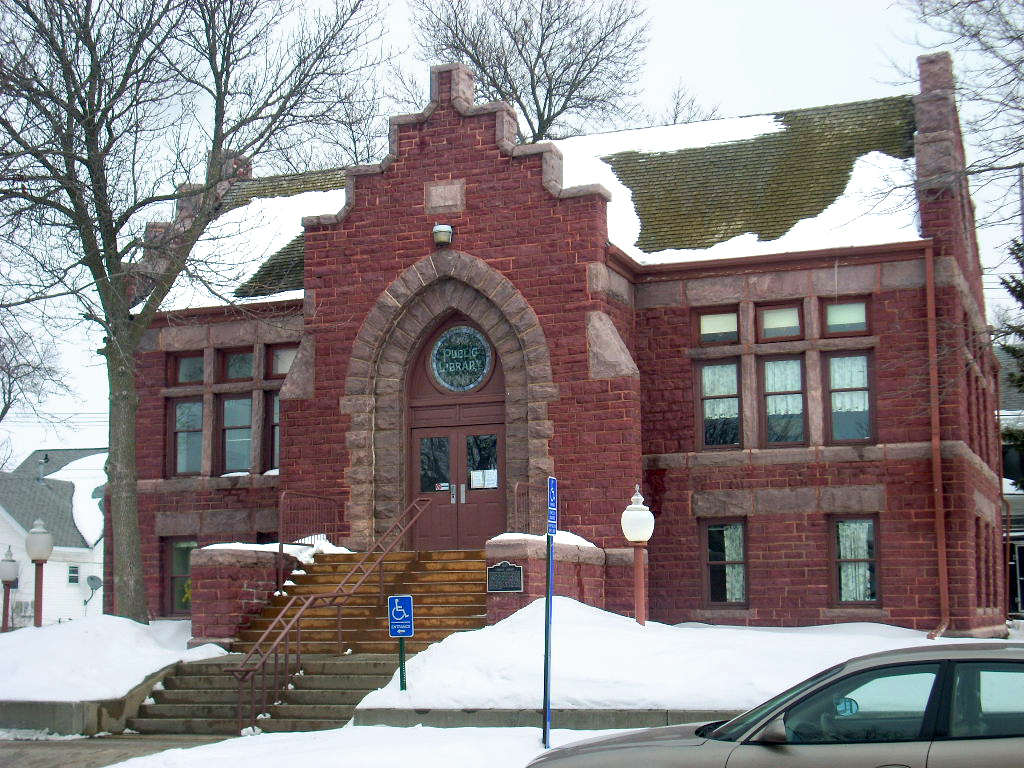
Pipestone Public Library, gelistet im NRHP

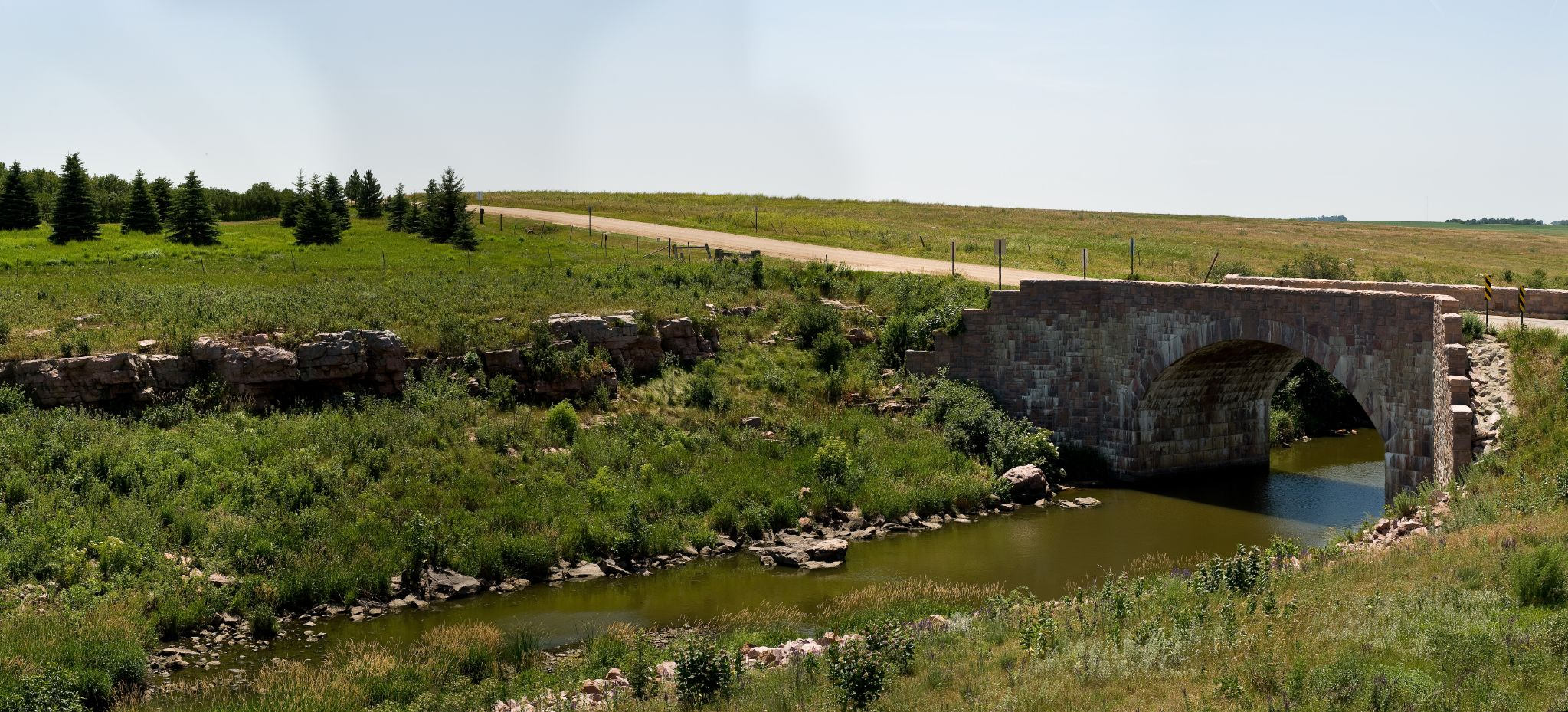
Split Rock Bridge, gelistet im NRHP

Nach der Volkszählung im Jahr 2010 lebten im Pipestone County 9596 Menschen in 3929 Haushalten. Die Bevölkerungsdichte betrug 8 Einwohner pro Quadratkilometer. In den 3929 Haushalten lebten statistisch je 2,38 Personen.
Ethnisch betrachtet setzte sich die Bevölkerung zusammen aus 94,9 Prozent Weißen, 1,1 Prozent Afroamerikanern, 1,3 Prozent amerikanischen Ureinwohnern, 0,9 Prozent Asiaten sowie aus anderen ethnischen Gruppen; 1,8 Prozent stammten von zwei oder mehr Ethnien ab. Unabhängig von der ethnischen Zugehörigkeit waren 3,9 Prozent der Bevölkerung spanischer oder lateinamerikanischer Abstammung.
24,7 Prozent der Bevölkerung waren unter 18 Jahre alt, 55,4 Prozent waren zwischen 18 und 64 und 19,9 Prozent waren 65 Jahre oder älter. 51,4 Prozent der Bevölkerung war weiblich.

Das jährliche Durchschnittseinkommen eines Haushalts lag bei 42.217 USD. Das Pro-Kopf-Einkommen betrug 23.310 USD. 11,3 Prozent der Einwohner lebten unterhalb der Armutsgrenze.

## Ortschaften im Pipestone County
Citys
| - Edgerton - Hatfield - Holland | - Ihlen - Jasper1 - Pipestone | - Ruthton - Trosky - Woodstock |

Unincorporated Communities
- Airlie
- Cazenovia
- Cresson

1 – teilweise im Rock County

## Gliederung
Das Pipestone County ist neben den neun Citys in zwölf Townships eingeteilt:
| Township                  | Einwohner (2010) | FIPS     |
| ------------------------- | ---------------- | -------- |
| Aetna Township            | 194              | 27-00298 |
| Altona Township           | 153              | 27-01216 |
| Burke Township            | 209              | 27-08650 |
| Eden Township             | 278              | 27-18062 |
| Elmer Township            | 231              | 27-18908 |
| Fountain Prairie Township | 188              | 27-22130 |

| Township         | Einwohner (2010) | FIPS     |
| ---------------- | ---------------- | -------- |
| Grange Township  | 203              | 27-25208 |
| Gray Township    | 225              | 27-25478 |
| Osborne Township | 286              | 27-48832 |
| Rock Township    | 182              | 27-54916 |
| Sweet Township   | 324              | 27-63886 |
| Troy Township    | 289              | 27-65614 |

|  |